# Gigante gaseoso

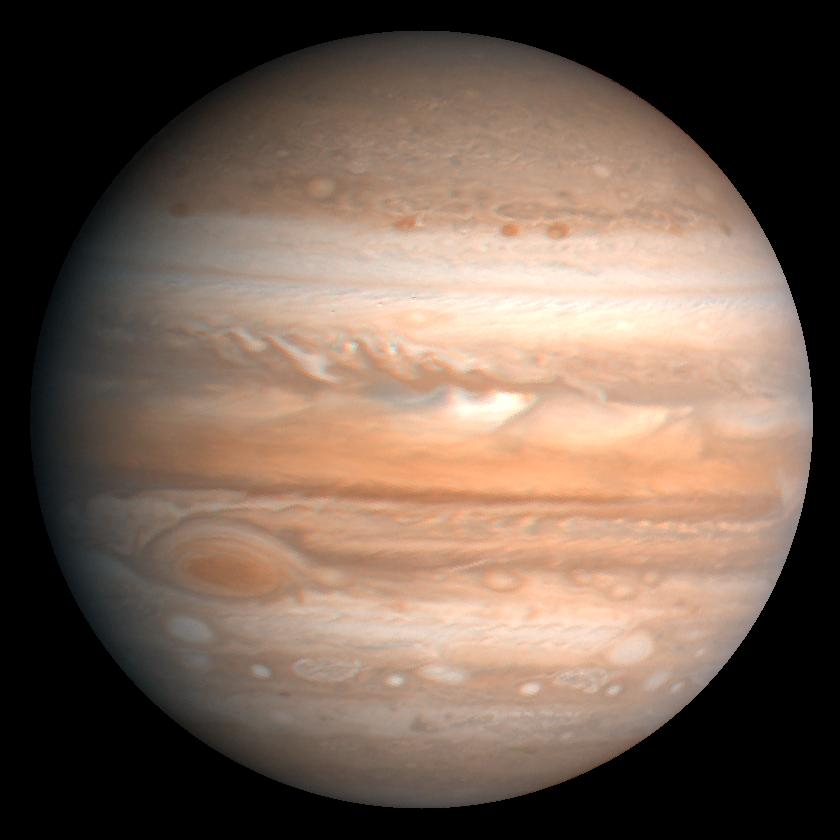
Júpiter.

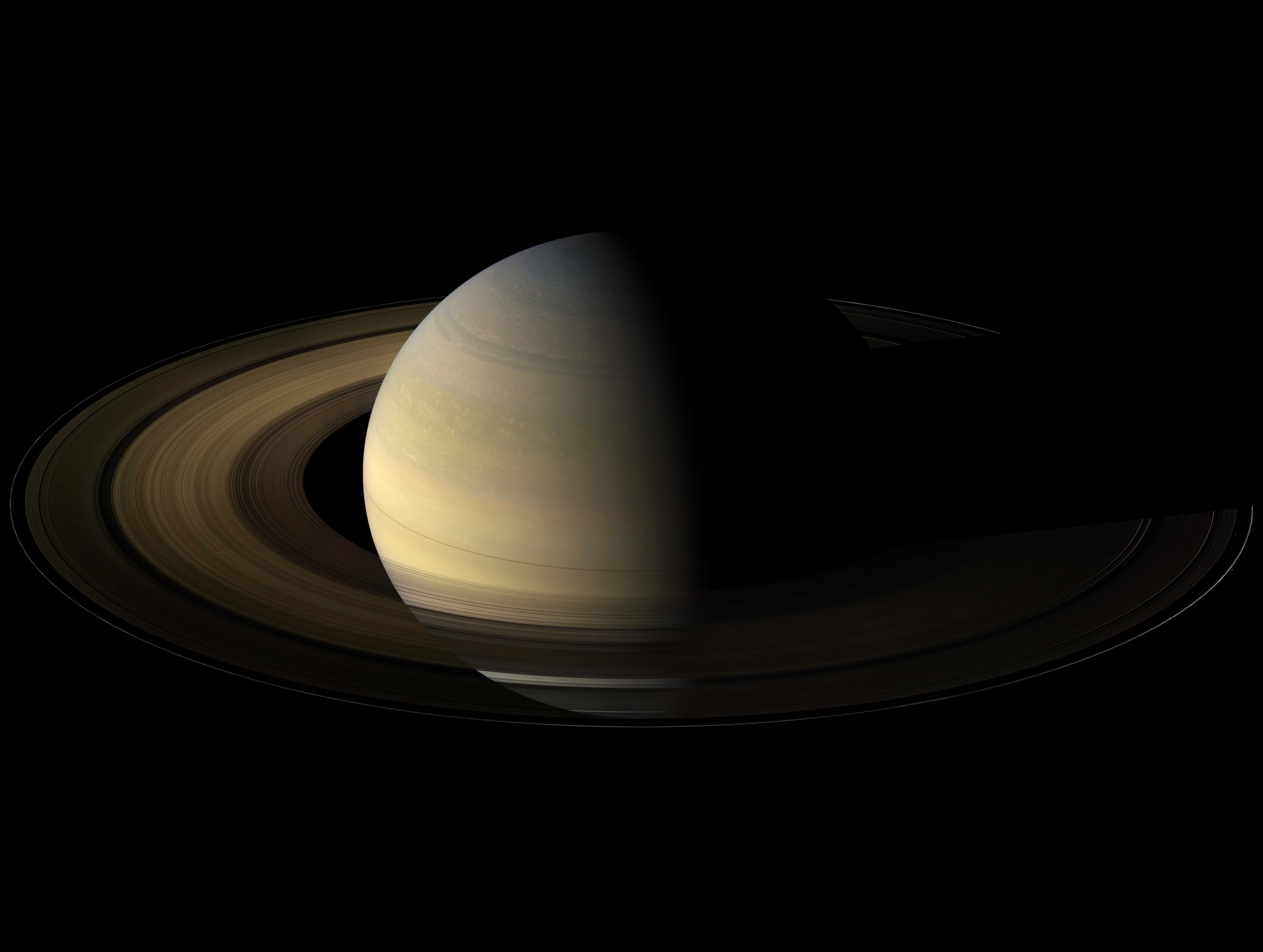
Saturno (planeta)

Un gigante gaseoso es un planeta gigante que no está compuesto mayoritariamente de roca u otra materia sólida sino de fluidos; aunque dichos planetas pueden tener un núcleo rocoso o metálico. Se cree que tal núcleo es probablemente necesario para que un gigante gaseoso se forme, pero la mayor parte de su masa es en forma de gas, o gas comprimido en estado líquido. Sus constituyentes principales son hidrógeno y helio.
A diferencia de los planetas rocosos, los gigantes gaseosos no tienen una superficie bien definida. El término «gigante gaseoso» fue originalmente sinónimo de «planeta gigante». Sin embargo, en la década de 1990, se supo que  Urano y  Neptuno son en realidad una clase distinta de planetas gigantes, compuestos principalmente de sustancias volátiles más pesadas (que se conocen como «hielos»). Por esta razón, Urano y Neptuno ahora se clasifican a menudo en la categoría separada de gigante helado.
Términos como dimensión, área superficial, volumen, temperatura superficial o densidad superficial pueden referirse a la capa exterior vista desde fuera, por ejemplo desde la Tierra.
En el sistema solar hay dos gigantes gaseosos: Júpiter y Saturno. Júpiter y Saturno están formados principalmente por hidrógeno y helio, mientras que los elementos más pesados representan entre el 3 y el 13 % de su masa. Se cree que están formados por una capa exterior de hidrógeno molecular comprimido que rodea una capa de hidrógeno metálico líquido, con un núcleo rocoso probablemente fundido en su interior. La porción más externa de su atmósfera de hidrógeno contiene muchas capas de nubes visibles que están compuestas en su mayoría por agua (a pesar de la certeza anterior de que no había agua en ningún otro lugar del sistema solar) y amoníaco. La capa de hidrógeno metálico situada en el interior medio constituye la mayor parte de cada gigante gaseoso y se denomina «metálica» porque la gran presión atmosférica convierte al hidrógeno en un conductor eléctrico. Se cree que los núcleos de los gigantes gaseosos están formados por elementos más pesados a temperaturas (−253.2 °C; −423.7 °F) y presiones tan elevadas que sus propiedades aún no se conocen del todo.
Por su parte, Urano y Neptuno, que en el pasado se incluían en esta categoría, ahora son considerados gigantes helados. Estos cuatro planetas son conocidos también como «jovianos» o «exteriores».
Urano y Neptuno han sido considerados por los científicos como una subclase separada de planetas gigantes, gigantes helados, también denominados «planetas uranios», debido a su estructura principalmente compuesta de hielo, roca y gas. Se diferencian de gigantes gaseosos «tradicionales», como Júpiter y Saturno, porque su proporción de hidrógeno y helio es mucho más baja, principalmente por su mayor distancia al Sol.
Actualmente se conoce la existencia de muchos gigantes gaseosos fuera del sistema solar, debido a que la mayoría de los planetas extrasolares conocidos son precisamente de este tipo de planeta.
Se puede denominar planeta gigante a aquel planeta que esté compuesto principalmente de hidrógeno y metano y que además no tenga superficie sólida a diferencia de los planetas rocosos. En este caso es posible encontrarlos en distintos lugares del universo.
En un estudio en 2016 se dio la hipótesis de la existencia de un quinto gigante gaseoso, ubicado en los confines del sistema solar, el cual explicaría las anomalías en las órbitas de los objetos trans-neptunianos, al cual llamaron Phattie.

## Terminología

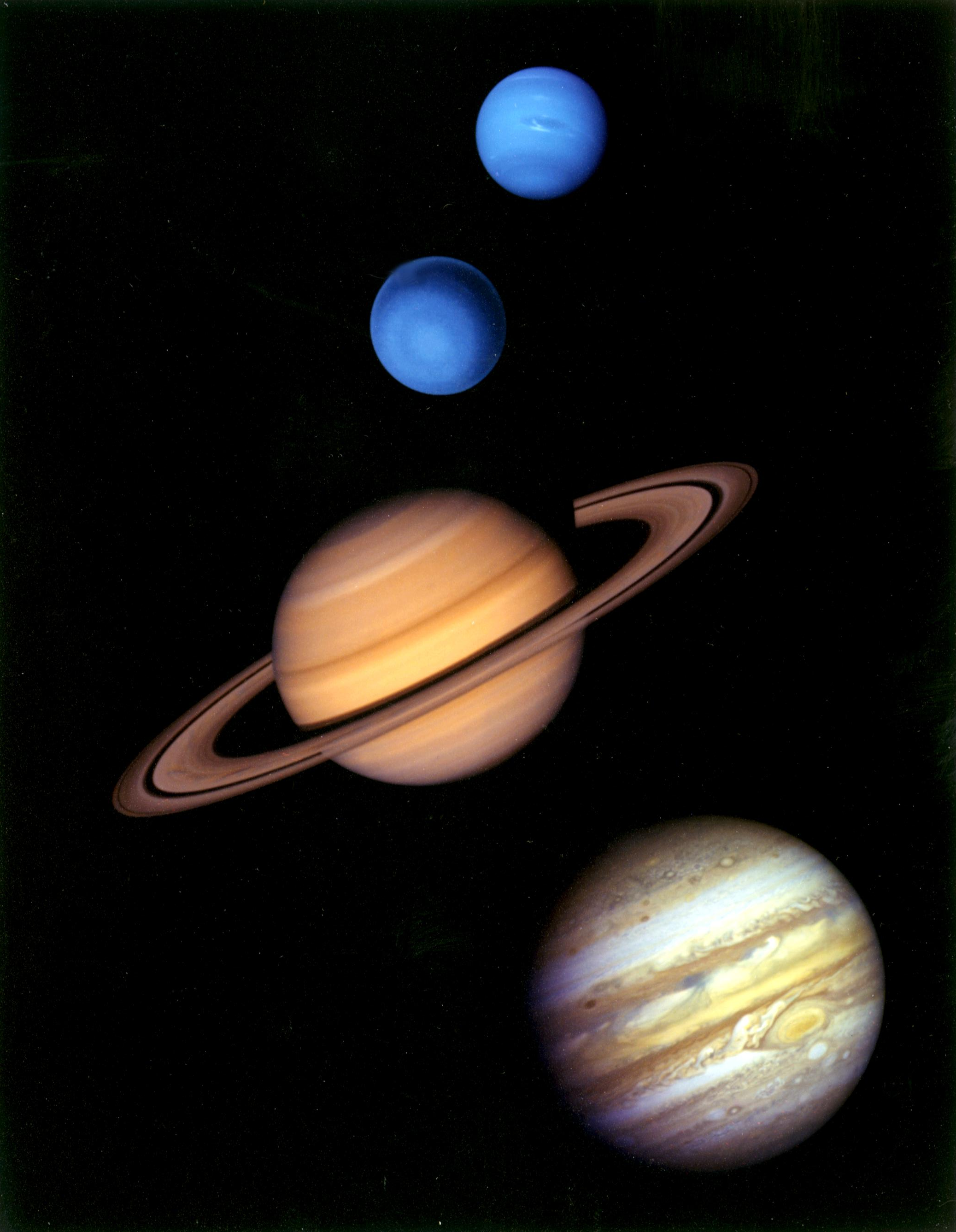
Los cuatro planetas gigantes gaseosos del sistema solar: Neptuno, Urano, Saturno y Júpiter.

El término gigante gaseoso fue acuñado en 1952 por el escritor de ciencia ficción James Blish y se utilizó originalmente para referirse a todos los planetas gigantes. Podría decirse que se trata de un término equivocado, ya que en la mayor parte del volumen de todos los planetas gigantes, la presión es tan alta que la materia no se encuentra en forma gaseosa. Aparte de los sólidos del núcleo y las capas superiores de la atmósfera, toda la materia se encuentra por encima del punto crítico, donde no hay distinción entre líquidos y gases. No obstante, el término se ha popularizado, ya que los científicos planetarios suelen utilizar «roca», «gas» y «hielo» como abreviaturas para clases de elementos y compuestos que se encuentran comúnmente como constituyentes planetarios, independientemente de en qué fase aparezca la materia. En el sistema solar exterior, el hidrógeno y el helio se denominan «gases»; el agua, el metano y el amoníaco, «hielos»; y los silicatos y metales, «rocas». En esta terminología, Urano y Neptuno se componen principalmente de hielos, no de gas, por lo que se les denomina más comúnmente gigante helado y se diferencian de los gigantes gaseosos.

## Clasificación
Teóricamente, los gigantes gaseosos pueden dividirse en cinco clases distintas según sus propiedades físicas atmosféricas modeladas y, por tanto, su aspecto: nubes de amoníaco (clase I), nubes de agua (clase II), nubes sin nubes (clase III), nubes de metales alcalinos (clase IV) y nubes de silicatos (clase V). Júpiter y Saturno son de clase I. Júpiter calientes son de clase IV o V.

## Estructura

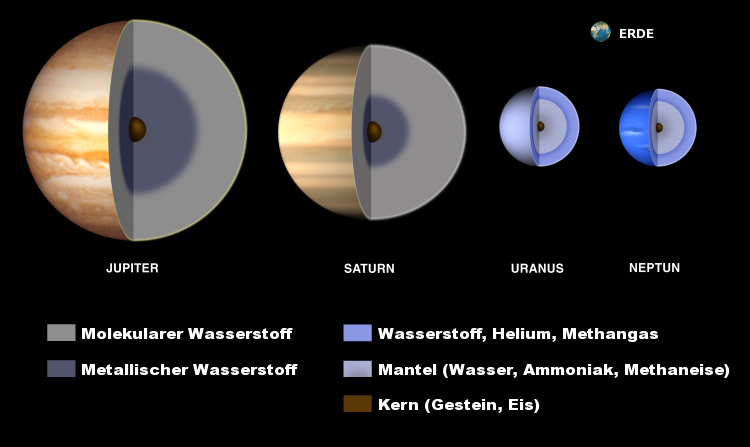
Estructura esquemática de Júpiter, Saturno, Urano y Neptuno (de izquierda a derecha) en comparación con el tamaño de la Tierra (arriba).

En el sistema solar, los gigantes gaseosos planetarios Júpiter y Saturno tienen atmósferas espesas compuestas principalmente de hidrógeno y helio, pero también contienen trazas de otras sustancias como el amoníaco. Sin embargo, la mayor parte del hidrógeno está en forma líquida, lo que también constituye la mayor parte de estos planetas. Las capas más profundas del hidrógeno líquido a menudo se encuentran bajo una presión tan alta que adquiere propiedades metálicas el hidrógeno metálico sólo es estable bajo una presión tan extrema. Los cálculos sugieren que el material rocoso del núcleo se disuelve en el hidrógeno metálico y, por lo tanto, el núcleo de los planetas gaseosos más grandes tampoco tiene una superficie sólida.
Los gigantes de hielo del sistema solar, Urano y Neptuno , consisten solo en una proporción comparativamente pequeña de hidrógeno y helio, principalmente agua (hielo), amoníaco y metano.
Las diferencias definitorias entre una enana marrón de masa muy baja (que puede tener una masa tan baja como aproximadamente trece veces la de Júpiter)y un gigante gaseoso. Una escuela de pensamiento se basa en la formación. La otra, en la física del interior. Parte del debate se refiere a si las enanas marrones deben, por definición, haber experimentado fusión nuclear en algún momento de su historia.

## Desarrollo con las estrellas
En 2007, los astrónomos que usaron el Telescopio Espacial Spitzer de la NASA encontraron evidencia que mostraba que los planetas gigantes gaseosos se forman rápidamente, dentro de los primeros diez millones de años de vida de una estrella similar al Sol.
Los gigantes gaseosos podrían comenzar en el disco de escombros rico en gas que rodea a una estrella joven. Un núcleo producido por las colisiones entre asteroides y cometas proporciona una semilla, y cuando este núcleo alcanza la masa suficiente, su atracción gravitacional atrae rápidamente el gas del disco para formar el planeta.
Utilizando Spitzer y telescopios terrestres, los científicos buscaron rastros de gas alrededor de 15 estrellas diferentes similares al Sol, la mayoría con edades que oscilan entre los tres y los treinta millones de años.Con la ayuda del instrumento espectrómetro infrarrojo de Spitzer, pudieron buscar gas relativamente cálido en las regiones internas de estos sistemas estelares, un área comparable a la zona entre la Tierra y Júpiter en nuestro propio sistema solar. También utilizaron radiotelescopios terrestres para buscar gas más frío en las regiones exteriores de estos sistemas, un área comparable a la zona alrededor de Saturno y más allá.
Todas las estrellas del estudio, incluidas aquellas de unos pocos millones de años, tienen menos del 10 % de la masa de Júpiter (MJ) en forma de gas girando a su alrededor. Esto indica que los planetas gigantes gaseosos como Júpiter y Saturno ya se formaron en estos jóvenes sistemas planetarios, o nunca lo harán.

## Extrasolares

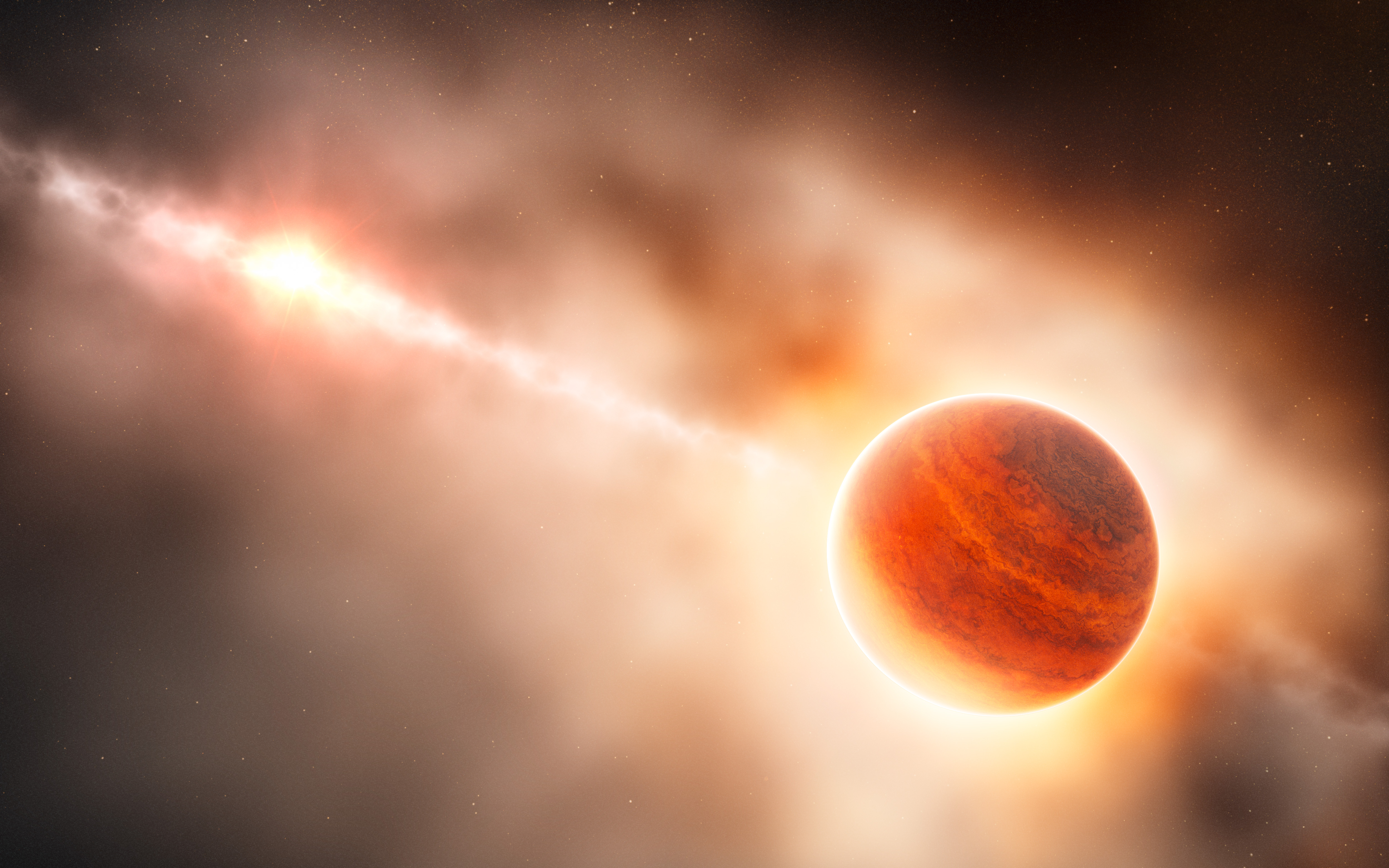
Impresión artística de la formación de un planeta gigante gaseoso alrededor de la estrella HD 100546.

### Gigantes de gas frío
Un gigante gaseoso frío rico en hidrógeno más masivo que Júpiter pero menos de aproximadamente 500 MTierra (1,6 MJ)  solo será un poco más grande en volumen que Júpiter. Para masas superiores a 500 MTierra, la gravedad hará que el planeta se encoja (ver materia degenerada).
El calentamiento Kelvin–Helmholtz puede hacer que un gigante gaseoso irradie más energía que la que recibe de su estrella asociada.

### Enanos gaseosos
Aunque las palabras «gas» y «gigante» a menudo se combinan, los planetas de hidrógeno no tienen por qué ser tan grandes como los familiares gigantes gaseosos del sistema solar. Sin embargo, los planetas gaseosos más pequeños y los planetas más cercanos a su estrella perderán masa atmosférica más rápidamente a través del escape hidrodinámico que los planetas más grandes y que los más alejados.
Un enano gaseoso podría definirse como un planeta con un núcleo rocoso que ha acumulado una gruesa capa de hidrógeno, helio y otros volátiles, dando como resultado un radio total de entre 1,7 y 3,9 radios terrestres.
El planeta extrasolar más pequeño que se conoce que probablemente sea un «planeta gaseoso» es Kepler-138d, el cual cuenta con la misma masa que la Tierra pero es un 60 % más grande y por lo tanto posee una densidad que es indicador de una cubierta de gas.
Un planeta gaseosos de masa pequeña puede aun tener un radio que se aproxima al de un gigante gaseoso si cuenta con la temperatura apropiada.

## Precipitaciones y fenómenos meteorológicos

### Meteorología joviana
El calor canalizado hacia arriba por las tormentas locales es uno de los principales impulsores del clima en los gigantes gaseosos. Gran parte, si no todo, el calor profundo que escapa del interior fluye hacia arriba a través de imponentes tormentas eléctricas. Estas perturbaciones se convierten en pequeños remolinos que acaban formando tormentas como la Gran Mancha Roja de Júpiter. En la Tierra y Júpiter, los rayos y el ciclo hidrológico están íntimamente relacionados para crear intensas tormentas eléctricas. Durante una tormenta eléctrica terrestre, la condensación libera calor que empuja el aire ascendente hacia arriba. Este motor de «convección húmeda» puede segregar cargas eléctricas en diferentes partes de una nube; la reunión de esas cargas es el rayo. Por lo tanto, podemos utilizar los relámpagos para que nos indiquen dónde se está produciendo la convección. Aunque Júpiter no tiene océano ni suelo húmedo, la convección húmeda parece funcionar de forma similar en comparación con la Tierra.